# الحجز (نوادي)
الحجز أو بوكينغ (باللغة الكورية: 부킹) هو ممارسة شائعة في النوادي الليلية في كوريا الجنوبية للتنشئة الاجتماعية القسرية. يقوم بها النوادل من خلال إحضار الفتيات المستفيدات قد يكون ذلك قسرًا في بعض الأحيان إلى طاولة ما للجلوس مع الرجال للتحدث والشرب أو لتحقيق أي مصلحة مشتركة. كلا الطرفين حر في المغادرة في أي وقت أراد ذلك. وعلى الرغم من الانسجام ظاهريًا بين الفتيات والرجال الغرباء إلا أن هذه النوادي ليست نوادٍ ليلية تقدم خدمات جنسية للزبائن، وعلى الرغم من أنه يُتوقع من الرجال دفع بقشيش للنوادل لإحضار النساء إلى مائدتهم، إلا أن النساء لسن موظفات ولا عاهرات ولكنهن زميلات نوادي فقط.

## لمحة تاريخية عامة
كان للكونفوشيوسية في كوريا تأثير عميق على التفاعلات الاجتماعية، ففي الكونفوشيوسية التقليدية كان من المتوقع أن يتبادل المرء الاحترام مع الآخرين بناءً على مكانة الفرد داخل التسلسل الهرمي ذي المستويات الخمسة، في هذا التسلسل الهرمي كان يتم الاعتماد في التصنيف على مزيج من أصل الفرد ومكانة العائلة والمناصب التي تحوزها واتماءاتهم للمكاتب الرسمية والحالة الاجتماعية والمادية.
أما فيما يتعلق بالزواج كان من المتوقع أن يجد المرء شريكًا له نفس الوضع الاجتماعي الذي يتمتع به المرء، والشريك المناسب هو الشخص الذي لم تكن حالته أعلى أو أقل من مكانته، ولتسهيل ذلك كان هناك ما يدعى بالخاطبة التقليدية.
بالرغم من تحول كوريا الجنوبية إلى مناطق حضرية وصناعية إلا أن التقسيم الطبقي الهرمي للمجتمع ظلّ قائمًا، بالإضافة إلى المكانة الاجتماعية للفرد في المجتمع الكوري والتي تشمل الآن مستوى تعليم الفرد، ودرجة الشهادة الحاصل عليها، والمهنة التي يزاولها، والشركة التي يعمل بها الفرد والموقع والأقدمية داخل الشركة.
وعلى نحو متزايد فإن التفاعلات الاجتماعية ستصبح مشلولة ما لم يتم تقديم الناس بشكل صحيح إلى بعضهم وبالتالي تمكين الاشخاص من تحديد الحالة الاجتماعية أو المستوى الاجتماعي للأفراد فيما يتعلق ببعضهم البعض، وتقليص الخوف الناجم عن التصرف بشكل غير لائق مع مستوى الشخص المقابل مما قد يؤدي إلى رفض صريح للتفاعل مع الغرباء.
أما فيما يتعلق بالزواج فإن لقاء أشخاص خارج الدائرة الاجتماعية القائمة المتماثلة أمر صعب، وداخل هذه الدائرة على سبيل المثال مع الزملاء يكون المرء مقيدًا بما يمكن اعتباره علاقات مناسبة وغير مناسبة اعتمادًا على أقدمية الفرد ومكانته في التسلسل الهرمي على جميع الأصعدة.
لذلك يعمل العديد من الأشخاص الكبار غالباً على صنع هذه التوافقات أمثال العائلة والأقرباء والأصدقاء وسيكونون كوسطاء غير مباشرين لجمع الطرفين، ولكن حتى عندما يكون الطرفان مهتمين بمقابلة شخص ما من الجنس الآخر كما هو الحال في هذه النوادي، وبسبب ثقافة المجتمع الكوري سيجد الكوري صعوبة في طلب شخص غريب الرقص، لذلك لا بدّ من ترتيب عدد من المواعيد لتقليص هذا التباعد وإلا فإنه سوف يُنظر إليهم بشكل سلبي من قبل الاشخاص الأكثر تحفظًا.
ومحصلةً لهذا الوضع الاجتماعي نشأ الحجز الذي يهدف إلى كسر الجليد بين الأفراد الذين قد يكونون محرجين جدًا من الاقتراب من بعضهم البعض، وقد وُصِف بأنه شكل من أشكال المواعدة السريعة.
ونظرًا لأن الكوريين الجنوبيين أصبحوا أكثر راحة من خلال استخدام طرق أخرى لمقابلة أشخاص جدد كالأنترنت ومواقع التواصل الاجتماعي، فقد أصبحت هذه النوادي مرفوضة على نطاق واسع.

## طريقة عمل نادي الحجز
في نوادي الحجز يدفع الرجال مقابل المقصورة أو الغرفة وكلما ارتفع سعر المقصورة يصبح الرجال أقرب إلى منطقة الرقص ويتم تقديم الخدمات لهم بشكل أكبر وأفضل كما يتم تعيين نادل لمجموعات الرجال الأقرب ويتم تقديم النصح لهم وإحضار الفتيات التي الأفضل لتجلس معهم وإذا رأوا فتاة معينة أعجبتهم يكون لهم الأولوية في إحضارها إلى طاولتهم، كما ويجب على العملاء عدم ارتكاب خطأ دفعهم المال للنادل مهما كان الأمر فإنه يمنحهم الحق في أي شيء سوى فرصة التعريف بأنفسهم.
من بين كل من الرجال والفتيات المتواجدات فإن مهمة الموظفين تحقيق رغبة التوافق بين الرجال والنساء المتواجدات الذي لديهم نفس الشعور المتبادل.

## أحداث متعلقة
أثار ممثل الحزب الوطني الكبير (أهن هيونغ هوان: 안형환) عضو لجنة الثقافة والرياضة والسياحة والبث والاتصالات على المستوى البرلماني في كوريا الجنوبية نقداً ضد قناة آريرانغ باللغة الإنكليزية بسبب كيفية عرضها لمفهوم الحجز للمشاهدين، وكيف يمكن أن يُصّور على أنه جانب سلبي للثقافة الكورية المعاصرة.

## خارج كوريا
في الولايات المتحدة كان فندق (Le Prive) مكانًا شهيرًا للحجز بين الكوريين الأمريكيين.

## روابط خارجية
- An Introduction To Korean "Booking Clubs"